# Ladignac-sur-Rondelles
Ladignac-sur-Rondelles ist eine französische Gemeinde mit 405 Einwohnern (Stand 1. Januar 2022), gelegen im Département Corrèze in der Region Nouvelle-Aquitaine. Die Gemeinde ist Mitglied des Gemeindeverbandes Tulle Agglo.

## Geografie
Die Gemeinde liegt im Zentralmassiv, ungefähr zehn Kilometer südöstlich von Tulle, der Präfektur des Départements entfernt.
Nachbargemeinden von Ladignac-sur-Rondelles sind
- Laguenne-sur-Avalouze mit Laguenne im Westen und Saint-Bonnet-Avalouze im Norden,
- Espagnac im Nordosten,
- Pandrignes im Osten,
- Lagarde-Marc-la-Tour mit Marc-la-Tour im Südosten und Lagarde-Enval im Süden,
- Sainte-Fortunade im Südwesten.

## Wappen
Beschreibung: In Blau ein goldener gedrückter Sparren über den drei balkenweis gestellte goldene Garben stehen. Unter dem Sparren ein laufender rot bewehrter goldener Löwe.

## Einwohnerentwicklung
| Jahr      | 1962 | 1968 | 1975 | 1982 | 1990 | 1999 | 2007 | 2016 |
| Einwohner | 296  | 304  | 292  | 345  | 408  | 409  | 441  | 412  |

## Sehenswürdigkeiten
- Kirche der Auffindung der Reliquien des Hl. Stefan (Église de l’Invention-des-Reliques-de-Saint-Étienne)

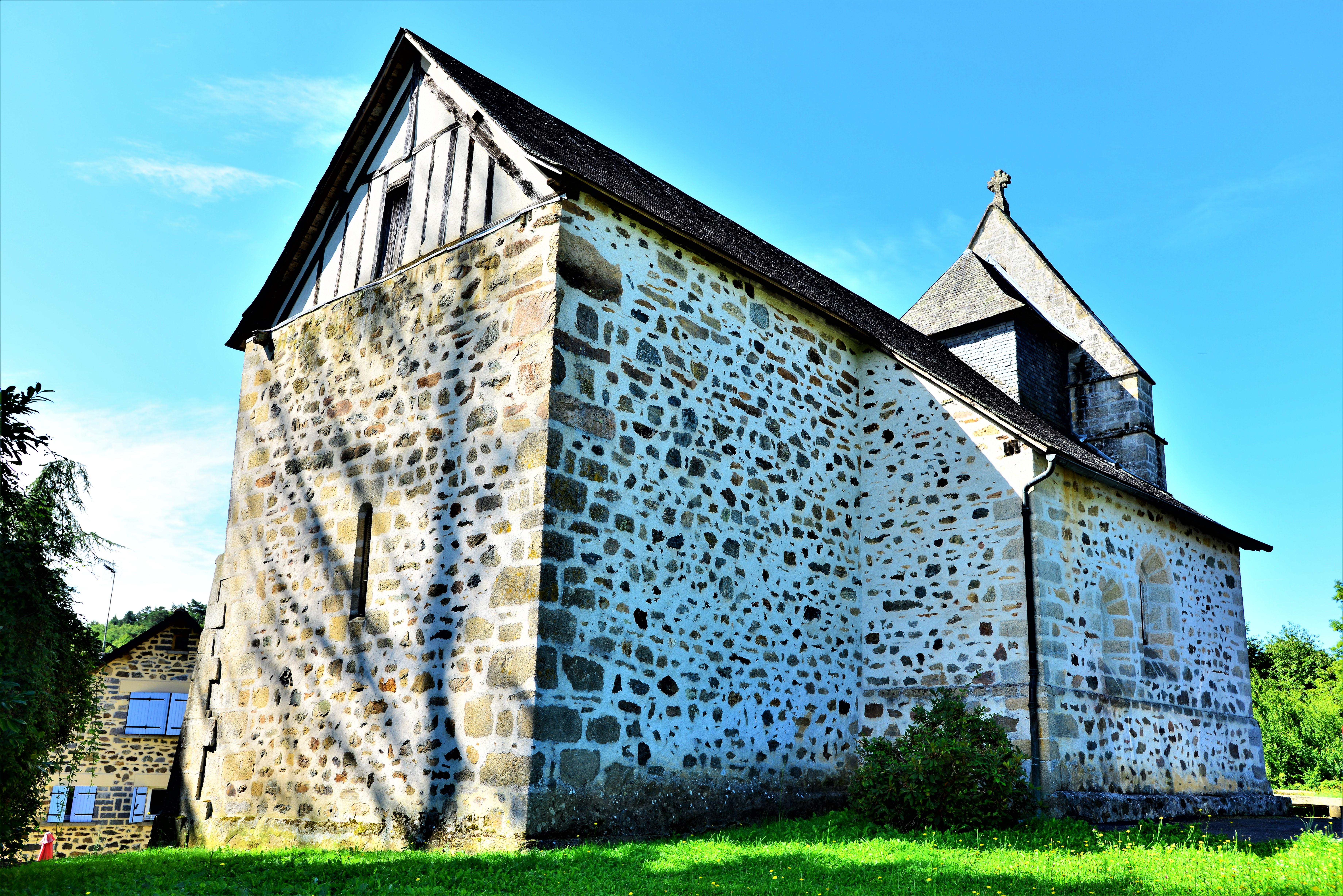
Kirche der Auffindung der Reliquien des Hl. Stefan